# Edward J. Hannan
Pour les articles homonymes, voir Hannan.
Edward James Hannan (29 janvier 1921 - 7 janvier 1994) est un statisticien australien. 

## Carrière
Il a étudié à l'université de Melbourne sous la supervision de Patrick Moran. Pendant la plus grande partie de sa carrière, il a travaillé pour l'université nationale australienne. 

## Prix et distinctions
La Statistical Society of Australia lui décerne la médaille Pitman pour l'ensemble de son œuvre. En 1970, il est élu à l'Académie australienne des sciences. Il reçoit en 1979 la médaille Lyle de l'Académie australienne des sciences,.
Hannan a donné son nom à la médaille Hannan décernée par l'Académie australienne des sciences.